# Aïchatou Diori
Pour les articles homonymes, voir Diori.
Aïssatou Diori, née Aïssa Amadou en 1928 à Dogondoutchi et morte le 15 avril 1974 à Niamey, est une femme politique nigérienne peule, épouse d'Hamani Diori et Première dame du Niger de 1960 à 1974.

## Biographie
Issue de l'ethnie peule, Aïssa Amadou épouse le 9 mai 1945 le professeur Hamani Diori, avec lequel elle aura six enfants. Active au sein du Parti progressiste nigérien, elle dirige de 1958 à sa mort l'Union des femmes du Niger.
Comme action concrète en faveur des populations rurales, elle s’investit dans la scolarisation des enfants nomades par une sensibilisation de proximité. 
Au cours des tournées annuelles du président à l'intérieur du pays, l'hebdomadaire gouvernemental Le Niger, souligne que « Dans chacune des localités ou le chef de l’État s’est rendu, son épouse, Mme Aïchatou Diori a pris la parole pour exhorter les populations et plus particulièrement les femmes à participer activement à la construction nationale ».
Aïchatou fait partie de presque tous les voyages officiels du président. Aux États-Unis, elle apporte son soutien aux écoliers noirs victimes de discrimination raciale. 
Dans la nuit du 14 au 15 avril 1974, un coup d'État éclate contre le président Diori et des soldats menés par le lieutenant Gabriel Cyrille s'introduisent dans le palais présidentiel de Niamey. Au cours de l'assaut, Aïchatou meurt sous les balles du sergent Niandou Hamidou, un des tombeurs de son époux. 